# 岩垂德行
岩垂德行（1964年4月28日—），日本电子游戏作曲家。

## 传记
岩垂德行出生于日本长野县松本市。他在加入大学乐队几年后开始电子游戏音乐作曲。他因《露娜 银河之星》获得Mega Drive部门最佳游戏音乐奖。他还因《格兰蒂亚》获得1997年世嘉土星音乐部门音乐奖，并以《格兰蒂亚2》在2000年获得Dreamcast部门音乐奖。岩垂起先为东京迪士尼度假区作曲，此外还为日本舞蹈节目、电视节目和广播节目作曲。他希望有自己音乐作品的管弦编曲，并自己完成多次，如《逆转裁判管弦乐专辑 ～Gyakuten Meets Orchestra～》。
他是2010年7月在法国巴黎举办的第11届法国日本博览会的特邀来宾。

## 音乐作品
- True Love Story系列
- 梦幻模拟战系列（1991年～2021年）
- After Burner II（Mega Drive）（1990年）
- 銀河飛將（Mega CD版）
- 翼人战士（1991年1月25日）
- 來自伊蘇的冒險者 (後稱伊蘇III; Mega Drive (MD)版) (1991年5月30日)
- 露娜 银河之星（1992年6月26日）
- Ex-ranza（1993年5月28日）
- 福星小子 ～我亲爱的朋友～（1994年4月15日）
- 露娜 永恒之蓝（1994年12月22日）
- Mercurius Pretty（1994年）
- 露娜 魔法学园（1996年1月12日）
- モンスタニア（1996年9月27日）
- 格兰蒂亚（1997年12月18日）
- 梦幻骑士（1999年11月25日）
- 格兰蒂亚II（2000年8月3日）
- 冒險王 平行世界（2000年12月22日）
- 逆转裁判3（2004年1月23日）
- 凡人物语（2005年1月27日）
- 格兰蒂亚III（2005年8月4日）
- 君吻（2006年5月25日）
- 汉字的候鸟（2006年6月1日）
- 艾尔梵迪亚物语（2007年4月26日）
- 任天堂明星大乱斗X（2008年1月31日）
- True Fortune（2008年9月25日）
- 圣诞之吻（2009年3月19日）
- 逆转检事（2009年5月28日）
- 逆转检事2（2011年2月3日）
- 戀曲寫真（2012年2月2日）
- 逆转裁判5（2013年7月25日）
- 逆转裁判6（2016年6月9日）
- レコラヴ（2016年10月20日）
- LoveR Kiss（2020年2月27日）
- LOOP8（2023年6月1日）